# Ciriza
Ciriza település Spanyolországban, Navarra autonóm közösségben. Ciriza Guesálaz, Etxauri, Zabalza-Zabaltza és Echarri-Etxarri községekkel határos. Lakosainak száma 161 fő (2024).

## Népesség
A település népessége az elmúlt években az alábbi módon változott:
| Lakosok száma | 72   | 72   | 102  | 110  | 119  | 123  | 137  | 155  | 161  | 161  |
|               | 2001 | 2004 | 2007 | 2009 | 2012 | 2014 | 2017 | 2019 | 2022 | 2024 |